# Judy Playfair
Judy Playfair, née le 14 septembre 1953 à Sydney, est une nageuse australienne, spécialiste des courses de brasse.

## Carrière
Judy Playfair remporte la médaille d'argent du relais 4 × 100 mètres quatre nages lors des Jeux olympiques d'été de 1968